# Omar Pumar

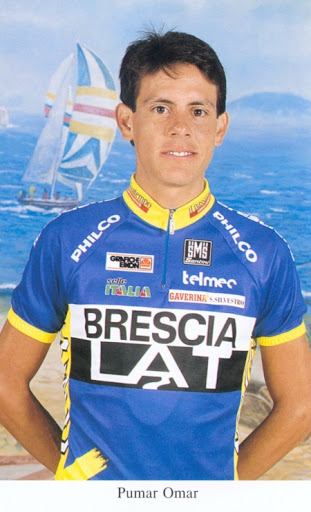
Omar Pumar

Omar Pumar (Caracas, 18 september 1970) is een voormalig Venezolaans wielrenner. Hij reed vrijwel zijn hele carrière bij Brescialat. In 1996 ging hij met ploegleider Bruno Leali mee naar de nieuwe San Marco Group-ploeg. De ploeg kwam echter niet van de grond en Pumar keerde hetzelfde jaar nog terug bij Brescialat.

## Belangrijkste overwinningen
1992
- Eindklassement Clasico Banfoandes

1998
- 11e etappe Ronde van Táchira

2000
- 9e etappe Ronde van Táchira

## Grote rondes
| \| Jaar \| Ronde van Italië \| Ronde van Frankrijk \| Ronde van Spanje \| \| ---- \| ---------------- \| ------------------- \| ---------------- \| \| 1996 \| \| 105e \| \| \| 1997 \| 73e \| \| \| - 1994 - Brescialat-Ceramiche Refin (stagiair vanaf 01-09) - 1995 - Brescialat - 1996 - San Marco Group (tot 11 mei) - 1996 - Brescialat (vanaf 11 mei) - 1997 - Brescialat-Oyster - Profiel Omar Pumar op De Wielersite |                  |                     |                  |
| Jaar | Ronde van Italië | Ronde van Frankrijk | Ronde van Spanje |
| 1996 |                  | 105e                |                  |
| 1997 | 73e              |                     |                  |